# Henryk Korwin-Krukowski

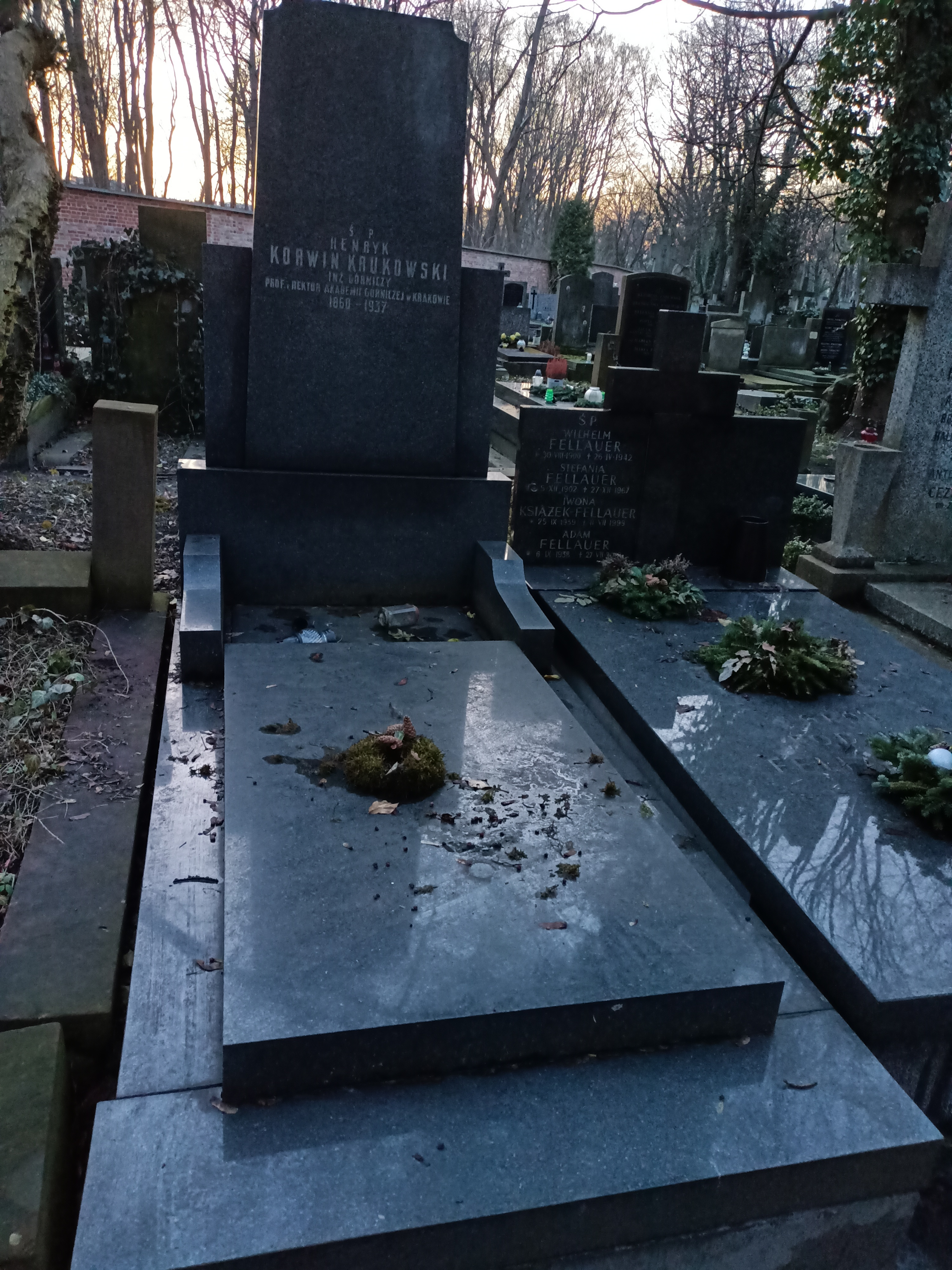
Grób na Cmentarzu Powązkowskim w Warszawie

Henryk Bogowid Korwin-Krukowski (ur. 23 lutego 1860 w Myzie-Sakach pow. kobryński, guberni grodzieńskiej, zm. 19 kwietnia 1937 roku w Warszawie) – polski profesor metalurgii, rektor AGH.

## Życiorys
Ukończył studia w Instytucie Górniczym w Petersburgu. Był jednym z założycieli Politechniki Warszawskiej, gdzie został docentem technologii metali i kierownikiem Zakładu Metalurgicznego. W 1920 r. został powołany na profesora i organizatora Wydziału Hutniczego Akademii Górniczej w Krakowie. W 1921 r. rozpoczął wykłady z metalografii i obróbki cieplnej, a w latach 1925–1929 pełnił tam funkcję prodziekana. Następnie był rektorem AGH w latach 1930-31. W swoich pracach, będących zarówno publikacjami, jak i niewydanymi notatkami, poruszał zagadnienia rud żelaznych, biegu wielkiego pieca, koksowania węgli i stali damasceńskiej.
Odznaczony został Medalem Dziesięciolecia Odzyskanej Niepodległości, Orderem Św. Stanisława III klasy. Pochowany na cmentarzu Powązkowskim w Warszawie (kwatera 347-3-20).